# 坂口正雄
坂口 正雄（さかぐち まさお、1937年1月8日 - 2014年1月25日）は、日本の経営者。きんでん元代表取締役副社長。元常翔学園理事長。

## 経歴
1937年奈良県大和郡山市生まれ。1959年大阪工業大学工学部電気工学科（現: 電気電子システム工学科）卒業。その後、きんでん代表取締役副社長を経て、2003年学校法人大阪工大摂南大学(現: 学校法人常翔学園)評議員・理事、2006年理事長就任。2007年常翔学園創立90周年奨学基金を設立。2011年常翔学園中学校を開設。2017年に新設された大阪工業大学梅田キャンパス拠点構想を展開するなど数々の功績を残し、大阪工業大学の発展に多大な貢献をもたらした。
2014年1月25日に病気のため逝去、享年77歳。2014年3月10日にお別れの会が、リーガロイヤルホテル大阪で行われた。